# Obszar ochrony ścisłej Bagno Dębienko

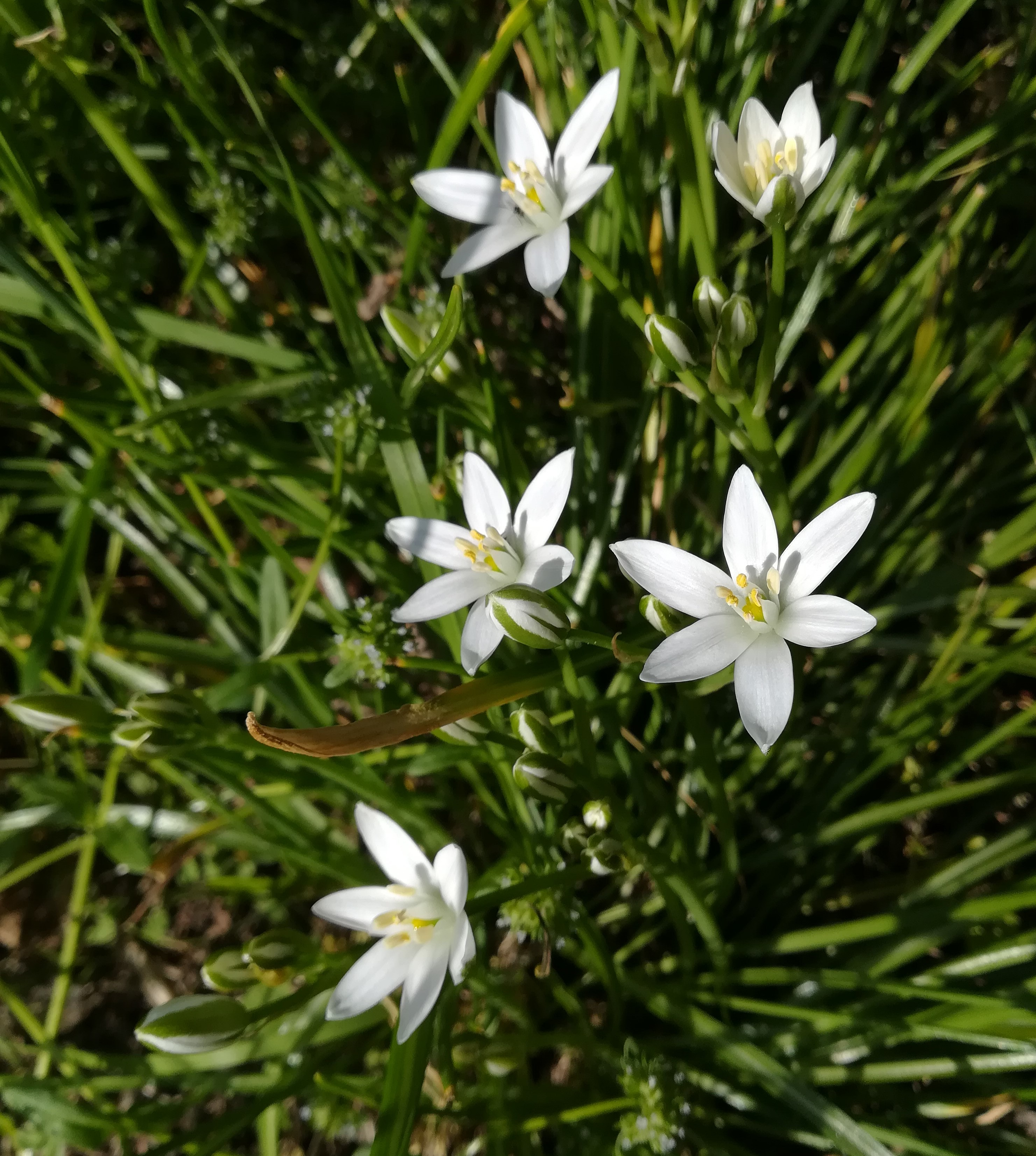
Śniedek baldaszkowaty rosnący przy bagnie

Obszar ochrony ścisłej Bagno Dębienko – obszar ochrony ścisłej znajdujący się na terenie Wielkopolskiego Parku Narodowego, w granicach administracyjnych Stęszewa, w pobliżu Dębienka, w dolinie Trzebawki. Powierzchnia obszaru wynosi 21,39 ha.

## Przyroda
Przedmiotem ochrony jest roślinne zbiorowisko bagienno-łąkowe, a także szuwar trzcinowy i turzycowy oraz zespół lilii wodnej. Rosną tu m.in.: tojeść bukietowa, kropidło wodne, bobrek trójlistkowy, wierzbownica drobnokwiatowa, jaskier jadowity, jaskier wielki i jaskier płomiennik. Na terenie rezerwatu gniazdują ptaki wodno-błotne (błotniak stawowy, potrzos zwyczajny, trzciniak zwyczajny, łyska, kaczka krzyżówka).
W bezpośrednim sąsiedztwie znajduje się obszar ochrony ścisłej Suche Zbocza.

## Turystyka i transport
W pobliżu przebiega szlak turystyczny  zielony ze Stęszewa do Szreniawy oraz linia kolejowa z Poznania do Wolsztyna. 